# Alla helgons kyrka som lyste fram i det ryska landet
Alla helgons kyrka som lyste fram i det ryska landet (ryska: Храм Всех Святых, в земле Российской просиявших; translitteration: Hram Vseh Svjatih, v zemle Rossijskoj prosijavshih; kyrkslaviska bokstäver: Хра́мъ все́хъ Свѧты́хъ въ землѣ̀ Рѡссї́йской просїѧ́вшихъ) är en rysk-ortodox kyrkobyggnad belägen vid Vodopjanova-gatan 19, i staden Lipetsk i Lipetsk oblast, i den europeiska delen av Ryssland.
Kyrkan är helgad åt högtiden Alla helgon som lyste fram i det ryska landets synaxis och tillhör Lipetsks stift.

## Historik
Alla helgons kyrka som lyste fram i det ryska landet ritades av arkitekt V. V Ruljov.
Kyrkan började att byggas år 2002, då grundstenen invigdes den 31 augusti.
I slutet av 2007 började kupolerna installeras. Den sista kupolen installerades den 10 april 2008, vars vikt är 6,5 ton.
Kyrkan stod färdig 2012, då dess söndagsskola invigdes den 7 januari och övervåningen av kyrkan invigdes den 20 januari.

## Kyrkan
- Kyrkan är 49 meter hög (med korset).[2][4]
- Inne i kyrkan finns två altare.[3]

## Bilder

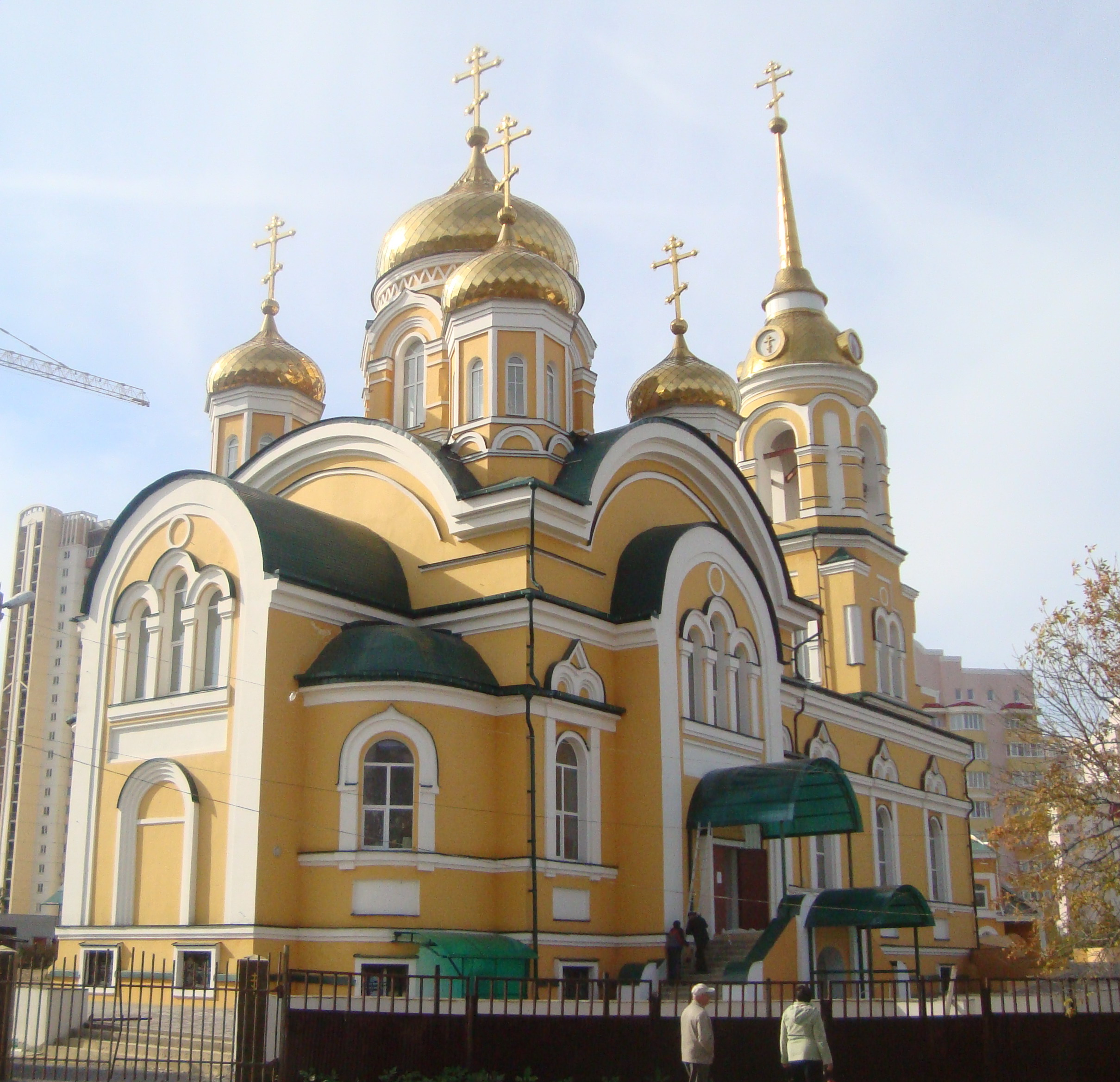
Närbild på kyrkan.
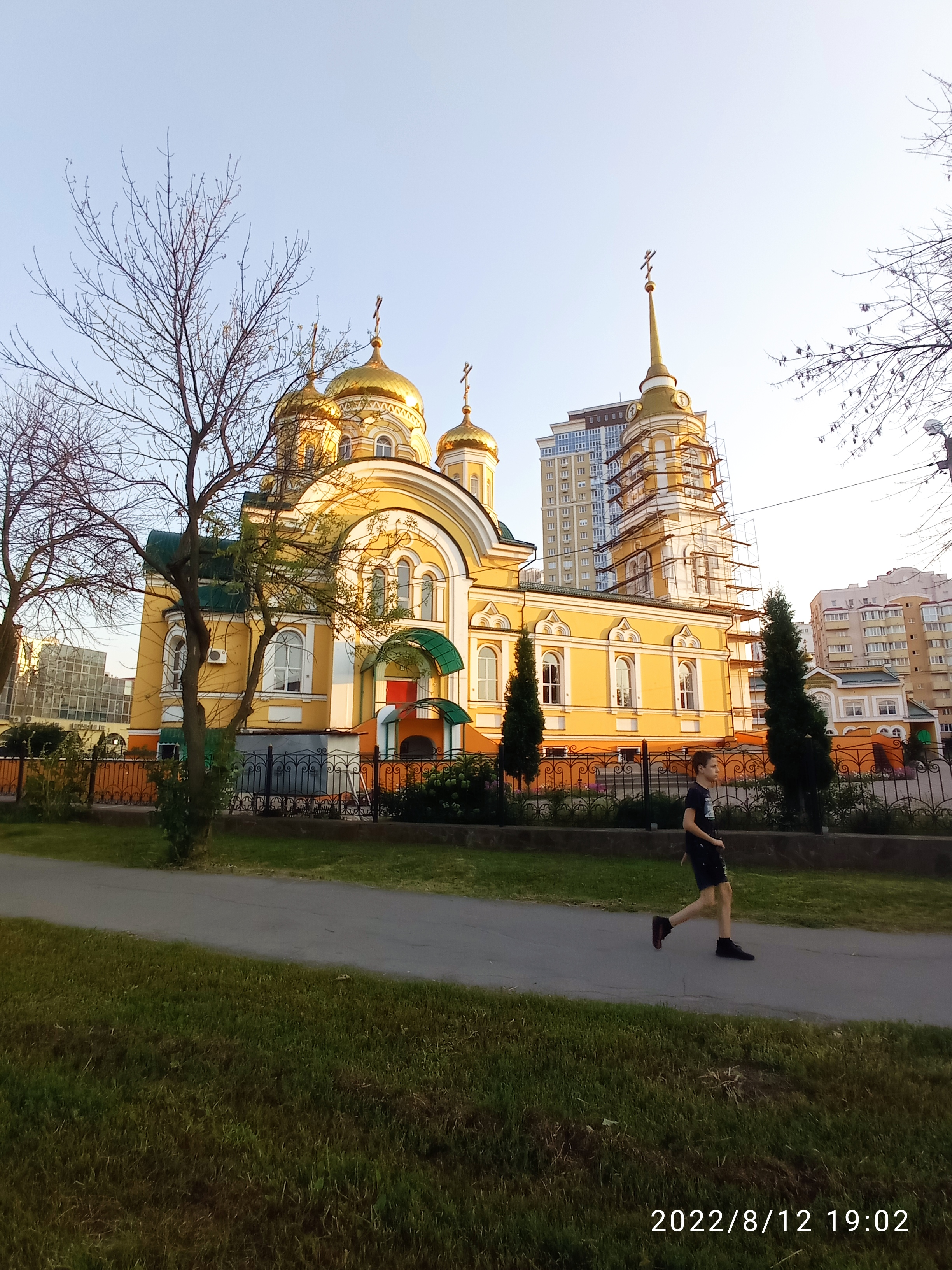
Kyrkan från sidan.